# Magnat-l'Étrange
 Magnat-l’Étrange  es una comuna (municipio) de Francia, en la región de Lemosín, departamento de Creuse, en el distrito de Aubusson y cantón de La Courtine. Su nombre proviene de los de las dos familias que lo rigieron: los Magnat y los de Lestrange.
Su población en el censo de 1999 era de 212 habitantes. 
Está integrada en la Communauté de communes des Sources de la Creuse.

## Demografía
| 460 | 462 | 384 | 318 | 245 | 212 |
| Para los censos de 1962 a 1999 la población legal corresponde a la población sin duplicidades (Fuente: INSEE [Consultar]) |     |     |     |     |     |